# World Superbike
World Superbike, Mistrzostwa Świata Superbike’ów – zawody motocyklowe organizowane przez Międzynarodową Federację Motocyklową. Mistrzostwa Świata w tej klasie odbywają się na motocyklach czterosuwowych, produkowanych wyłącznie seryjnie.
Jest to jedna z najważniejszych imprez organizowanych przez FIM obok MotoGP, SGP czy EWC.
Obecni producenci rywalizujący w WSBK to Ducati, BMW, MV Agusta, Aprilia, Honda, Kawasaki, Suzuki, Yamaha, a także nieobecni już Benelli i KTM.

## Historia

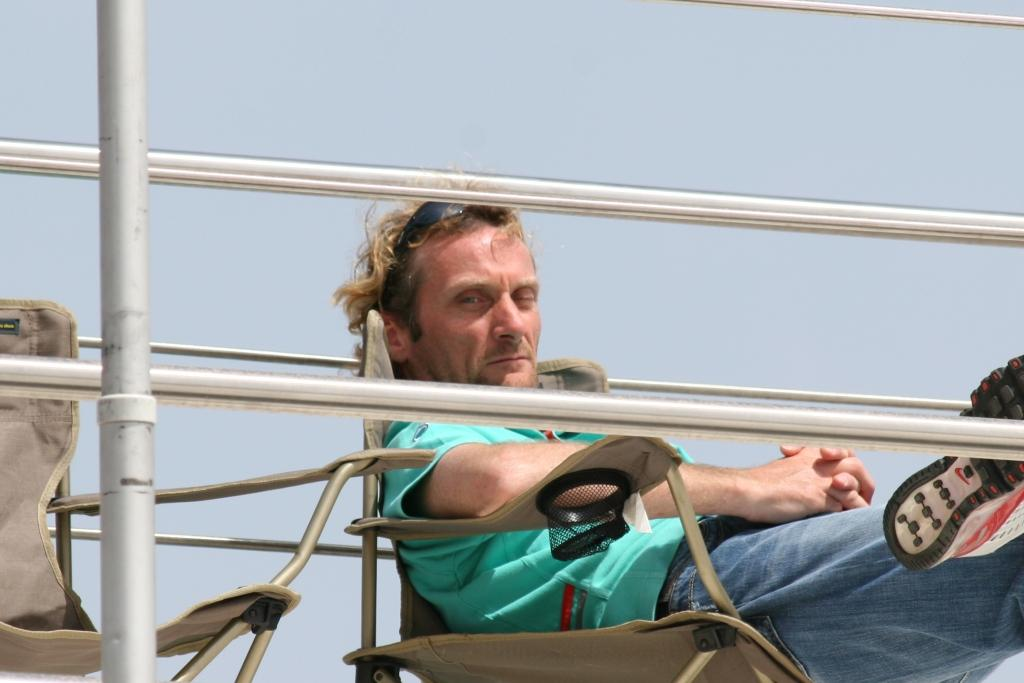
Carl Fogarty – czterokrotny mistrz WSBK.

Pierwsze dwa tytuły w Mistrzostwach Świata w klasie Superbike zdobył Amerykanin Fred Merkel. W 1990 triumfował Francuz Raymond Roche, natomiast kolejne dwa lata to już dominacja Amerykanina Douga Polena. W roku 1993 mistrzem został kolejny Amerykanin Scott Russell. W latach 1994–1995 dwukrotnie zwyciężał Carl Fogarty, a kolejne dwa tytuły Mistrza Świata Brytyjczyk dołożył w roku 1998 i 1999. W międzyczasie po tytuły sięgali Australijczyk Troy Corser oraz kolejny z Amerykanów John Kocinski. W nowej dekadzie pierwszym mistrzem został Teksańczyk Colin Edwards. Rok później koronę odebrał mu reprezentant Antypodów Troy Bayliss.
Sezon 2002 to kolejny emocjonujący pojedynek o tytuł mistrzowski pomiędzy Baylissem i Edwardsem, którzy kompletnie zdominowali rywalizację. Świadczył o tym choćby fakt, że Australijczyk odniósł zwycięstwo w czternastu, natomiast Amerykanin w jedenastu wyścigach (jedyną wygraną wydarł im Japończyk Makoto Tamada). Pierwsza połowa sezonu należała do Baylissa, jednak w drugiej Edwards skutecznie odrabiał straty. O końcowym wyniku zadecydował jeden nieukończony wyścig w Holandii przez Troya. Ostatecznie Edwards pokonał rywala różnicą zaledwie jedenastu punktów.
W sezonie 2003, po odejściu Edwardsa i Baylissa do MotoGP, schedę po nich przejęli kierowcy fabrycznego Ducati – Anglik Neil Hodgson i Hiszpan Rubén Xaus. Neil zdominował początek sezonu, wygrywają aż dziewięć wyścigów z rzędu. W drugiej połowie sezonu skuteczniejszy był Xaus, sięgając po siedem triumfów. Mimo to nie miał szans odrobić ogromnych strat punktowych, która wyniosła ostatecznie aż sto trzy punkty. Po sezonie obaj zawodnicy przenieśli się do MotoGP, gdzie zostali zakontraktowani jako kierowcy ekipy D’Antin Ducati.
W roku 2004 prym fabrycznego Ducati wiedli jego nowi zawodnicy – rodak Hodgsona James Toseland oraz Francuz Régis Laconi. Laconi wykazał się większą skutecznością w walce o zwycięstwa, gdyż odniósł ich łącznie siedem przy zaledwie trzech Anglika, jednak to ostatecznie Toseland sięgnął po tytuł, wykazując się wyższą skutecznością w liczbie ukończonych wyścigów i stawaniu na podium (Francuz pięciokrotnie nie dojeżdżał do mety, w tym dwukrotnie w inauguracyjnej rundzie, na torze w Walencji). Ostatecznie kierowców bolońskiej ekipy przedzieliła różnica zaledwie dziewięciu punktów.
Sezon 2005 w pierwszej jego połowie był popisem Troya Corsera, który w pierwszych siedmiu występach sięgnął po sześć wygranych. Kierowca Suzuki wypracował na tyle dużą przewagą, że nie był jej w stanie zniwelować jego rodak Chris Vermeulen, który z kolei pięć wyścigów w siedmiu ostatnich startach, po czym przeszedł do królewskiej klasy MotoGP.
W 2006 roku Troy Bayliss powrócił do wielu latach przerwy, spędzonych na startach w Grand Prix i zdominował rywalizację, sięgając po dwanaście zwycięstw w sezonie, w tym aż osiem z rzędu. O jego tegorocznej świadczy fakt, iż w gościnnym występie w wyścigach Grand Prix zdominował także kończący sezon GP Walencji. Podium klasyfikacji generalnej dopełnili Toseland i Haga – przedzieliła ich różnica zaledwie dziesięciu punktów.
W sezonie 2007 mieliśmy do czynienia z pasjonującym pojedynkiem pomiędzy Anglikiem Jamesem Toselandem z fabrycznej Hondy Ten Kate oraz Japończykiem Noriyuki Hagą z Yamahy aż do ostatniej, finałowej rundy na francuskim torze Magny-Cours. Mimo dubletu Hagi, siódme i szóste miejsce zapewniło drugie mistrzostwo Toselandowi w karierze. Pokonał Japończyka różnicą zaledwie dwóch punktów. O tym, że sezon był wyrównany, świadczy fakt, iż obrońca tytułu Bayliss mimo aż siedmiu zwycięstw (tyle co Toseland), zajął dopiero czwartą lokatę. Podium klasyfikacji generalnej dopełnił Włoch Max Biaggi, który jeszcze dwa lata wcześniej startował w MotoGP. Do klasy królewskiej za to udał się w kolejnym roku Toseland.
W 2008 roku sezon od początku przebiegał pod dyktando Baylissa, który samym sięgnął po trzeci tytuł mistrzowski w karierze. Australijczyk reprezentujący Ducati w pokonanym polu pozostawił fabrycznych zawodników Yamahy – Corsera i Hagi. Blisko nich znajdowali się także Hiszpan Carlos Checa z Hondy i Niemiec Max Neukirschner z Suzuki.
W sezonie 2009 mieliśmy do czynienia z pasjonującym pojedynkiem pomiędzy Japończykiem Noriyuki Hagą, który zastąpił w ekipie Ducati Baylissa, a rewelacyjnym debiutantem ze Stanów Zjednoczonych, Benem Spiesem. Ostatecznie Haga znowu musiał pogodzić się z porażką, tracąc na koniec sezonu do Amerykanina sześć punktów. Słaba postawa Anglika Toma Sykesa w stosunku do postawy Włocha Michela Fabrizio, pozwoliła jednak zachować bolońskiej marce tytuł w klasyfikacji konstruktorów. Spies jako pierwszy w historii debiutant (pomijając Merkela z pierwszego sezonu serii) wywalczył tytuł mistrzowski. Znakomite wyniki zapewniły mu angaż w zespole startującym w królewskiej klasie MotoGP.
W roku 2010 drugi rok współpracy fabrycznej ekipy Aprilia z byłym czołowym zawodnikiem Grand Prix, Maxem Biaggim, zaowocował tytułem mistrzowskim. Włoch wyraźnie pokonał drugiego w klasyfikacji Anglika Leona Haslama, reprezentującego ekipę Suzuki. Udany sezon zaliczył debiutant Cal Crutchlow z ekipy Yamahy, który po sezonie trafił do MotoGP. Nieudany rok zaliczyła fabryczna ekipa Ducati, która postanowił zakończyć działalność w serii.
Mimo wycofania się fabrycznej ekipy Ducati, bolońska marka wspierała prywatną ekipę Althea, która korzystała z ich motocykli. Dzięki temu Hiszpan Carlos Checa zdominował rywalizację, detronizując Biaggiego i Aprilię. Checa w całym sezonie wygrał rekordową liczbę piętnastu zwycięstw.
Rok 2012 to wyrównany pojedynek o tytuł mistrzowski pomiędzy Biaggim, Tomem Sykesem i Marco Melandrim. Przez większą część sezonu w klasyfikacji prowadził ostatni z nich, jednak szereg błędów i awarii motocykla BMW sprawił, że Włoch ostatecznie zajął trzecie miejsce. Ostatecznie po drugi tytuł w karierze sięgnął Biaggi, który pokonał Sykesa o zaledwie pół punktu.
W sezonie 2013, po zakończeniu kariery przez Biaggiego, rolę lidera zespołu Aprilii pełnił Irlandczyk Eugene Laverty. Do ostatniej rundy sezonu walczył o tytuł z reprezentantem fabrycznej stajni Kawasaki, Anglikiem Tomem Sykes, który ostatecznie pokonał kierowcę Aprilii. Laverty opuścił serię na rzecz MotoGP, natomiast jego miejsce zajął Sylvain Guintoli. Francuz dzięki znakomitej postawie końcowej fazie sezonu odebrał tytuł Sykesowi. Sięgnął po ostatnie mistrzostwo dla Aprilii, która po sezonie zakończyła działalność w serii.
Lata 2015–2017 to okres dominacji reprezentanta Irlandii Północnej, Jonathana Rei, który szybko objął pozycję lidera w fabrycznym zespole Kawasaki. W tym czasie regularnie pokonywał swojego zespołowego partnera, Toma Sykesa oraz reprezentanta Ducati, Szkota Chaza Daviesa – swoich najgroźniejszych konkurentów. W roku 2017 wygrał szesnaście wyścigów, pobijając tym samym rekord Checi sprzed sześciu lat.

## Mistrzowie Świata SuperBike (WSBK)
| Sezon | Mistrz              | Mistrzowski producent |
| ----- | ------------------- | --------------------- |
| 2024  | Toprak Razgatlıoğlu | BMW                   |
| 2023  | Alvaro Bautista     | Ducati                |
| 2022  | Alvaro Bautista     | Ducati                |
| 2021  | Toprak Razgatlıoğlu | Yamaha                |
| 2020  | Jonathan Rea        | Kawasaki              |
| 2019  | Jonathan Rea        | Kawasaki              |
| 2018  | Jonathan Rea        | Kawasaki              |
| 2017  | Jonathan Rea        | Kawasaki              |
| 2016  | Jonathan Rea        | Kawasaki              |
| 2015  | Jonathan Rea        | Kawasaki              |
| 2014  | Sylvain Guintoli    | Aprilia               |
| 2013  | Tom Sykes           | Kawasaki              |
| 2012  | Max Biaggi          | Aprilia               |
| 2011  | Carlos Checa        | Ducati                |
| 2010  | Max Biaggi          | Aprilia               |
| 2009  | Ben Spies           | Yamaha                |
| 2008  | Troy Bayliss        | Ducati                |
| 2007  | James Toseland      | Honda                 |
| 2006  | Troy Bayliss        | Ducati                |
| 2005  | Troy Corser         | Suzuki                |
| 2004  | James Toseland      | Ducati                |
| 2003  | Neil Hodgson        | Ducati                |
| 2002  | Colin Edwards       | Honda                 |
| 2001  | Troy Bayliss        | Ducati                |
| 2000  | Colin Edwards       | Honda                 |
| 1999  | Carl Fogarty        | Ducati                |
| 1998  | Carl Fogarty        | Ducati                |
| 1997  | John Kocinski       | Honda                 |
| 1996  | Troy Corser         | Ducati                |
| 1995  | Carl Fogarty        | Ducati                |
| 1994  | Carl Fogarty        | Ducati                |
| 1993  | Scott Russell       | Kawasaki              |
| 1992  | Doug Polen          | Ducati                |
| 1991  | Doug Polen          | Ducati                |
| 1990  | Raymond Roche       | Ducati                |
| 1989  | Fred Merkel         | Honda                 |
| 1988  | Fred Merkel         | Honda                 |

## System punktacji
Aktualny system punktacji.
| Miejsce | 1  | 2  | 3  | 4  | 5  | 6  | 7 | 8 | 9 | 10 | 11 | 12 | 13 | 14 | 15 | od 16 | NU | DSQ |
| Punkty  | 25 | 20 | 16 | 13 | 11 | 10 | 9 | 8 | 7 | 6  | 5  | 4  | 3  | 2  | 1  | 0     | 0  | 0   |

## Tory
Tory na których są obecnie rozgrywane wyścigi zaliczane do WSBK.
- Phillip Island, Phillip Island Grand Prix Circuit
- Alcañiz, Ciudad del Motor de Aragón
- Assen, TT Circuit Assen
- Imola, Autodromo Enzo e Dino Ferrari
- Leicestershire, Donington Park
- Kuala Lumpur, Sepang International Circuit
- Misano Adriatico, Misano World Circuit Marco Simoncelli
- Estoril/Portimão, Autódromo Internacional do Algarve
- Monterey, Mazda Raceway Laguna Seca
- Jerez de la Frontera, Circuito Permanente de Jerez
- Magny-Cours, Circuit de Nevers Magny-Cours
- Welkom, Phakisa Freeway
- Doha, Losail International Circuit

Tory ostatnio wycofane (były w 2013, ale nie ma w 2014):
- Moskwa, Moscow Raceway
- Nürburg, Nürburgring
- Stambuł, Istanbul Park